# Терзич, Велимир
Велимир Терзич (сербохорв. Велимир Терзић / Velimir Terzić; 26 мая 1908, Голубовци — 13 декабря 1983, Белград) — югославский черногорский военачальник и историк, генерал-майор Югославской народной армии, участник Народно-освободительной войны Югославии.

## Биография

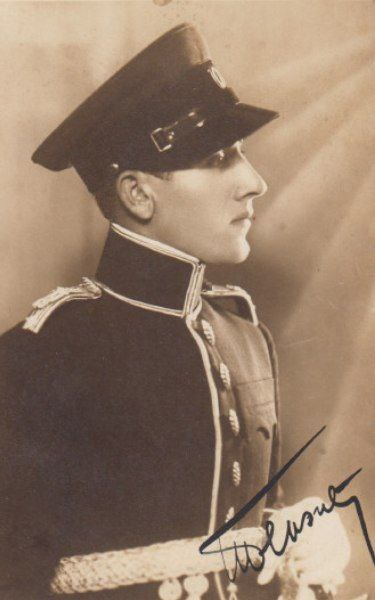
Лейтенант артиллерии Велимир Терзич в рядах Королевской гвардии, 1934 год

Родился 26 мая 1908 года в городе Голубовци около Подгорицы. Окончил гимназию в Подгорице, поступил в Военную академию в Белграде в 1928 году (с ним обучался Арсо Йованович). В 1938 году произведён в капитаны 1 класса. Служил в рядах Сербской королевской гвардии. С 1940 года член Главного штаба. В апреле 1941 года возглавлял штаб Динарской дивизии, которая располагалась в Сине. С отрядом из 300 человек участвовал в боях против немцев: так, Терзичем была атакована колонна немецкой бронетехники, двигавшейся в сторону Вишеграда, и была разбита. После разгрома колонны Терзич отступил в Черногорию, где стал сотрудничать с некоторыми офицерами Югославской королевской армии и готовиться к антиитальянским выступлениям. Установил связь с капитаном Арсо Йовановичем и поручиком Петаром Четковичем.
Во время восстания 13 июля Велимир командовал отрядом около Цетине, а затем и под Плевлей. В августе 1941 года был принят в Коммунистическую партию Югославии, за что полковник Драголюб Михайлович объявил Терзича дезертиром, а югославское правительство в изгнании лишило «дезертира» звания капитана 1 класса. После отступления партизанских сил из Сербии Терзич был назначен начальником Главного штаба партизан в Черногории и Которском заливе. В марте 1942 года была образована 5-я пролетарская черногорская ударная бригада, заместителем командира которой он был назначен.
По распоряжению руководства партизанских сил в Черногории капитан Терзич отправился в Хорватию для организации дальнейших партизанских выступлений, там он руководил 4-й оперативной зоной. После крушения Бихачской республики и начала операции «Вайсс» срочно был вызван в Верховный штаб, назначен помощником начальника и позднее вошёл в основной состав штаба. Перед возвращением в Черногорию был произведён в майоры, затем в подполковники и полковники. 1 мая 1943 произведён в генерал-майоры, а 1 ноября 1943 — в генерал-лейтенанты (оставался в этом звании до конца войны). Позднее Терзича снова отправили в Хорватию, где он был назначен начальником Главного штаба НОАЮ в Хорватии. Зарекомендовав себя как умелого командира, Терзич получил ещё одно сообщение — маршал Тито направил Терзича как главу Военной миссии НОАЮ вместе с генерал-лейтенантом Милованом Джиласом как членом Политбюро ЦК КПЮ в СССР.

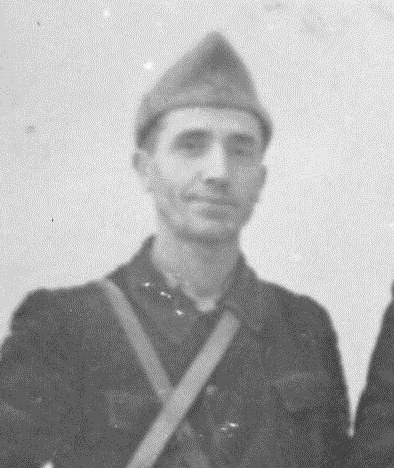
Велимир Терзич в годы Народно-освободительной войны Югославии

В апреле 1944 года югославская миссия вылетела в Москву для проведения переговоров о сотрудничестве командования Красной армии и Верховного штаба НОАЮ, передачи сводок с фронтов Народно-освободительной армии Югославии и образовании 1-й югославской бригады в СССР (позднее 1-й танковой бригады НОАЮ). Терзич был назначен советником по военным вопросам, Джилас — по политическим. К середине апреля 1944 года Терзич уже был в Москве, а в июне 1944 года подписал договор о материальной помощи СССР со стороны Югославии: финансовые средства шли на нужды Верховного штаба и подготовку дальнейших югославских военных миссий. О своих успехах генерал Терзич сообщил по радиосвязи Верховному штабу из Москвы.
После войны Терзич продолжил службу в югославской армии, уволившись оттуда в 1955 году в звании генерал-полковника (произведён в 1949 годы). Занимал должности помощника министра Народной обороны, командира армии, начальника Высшей военной академии ЮНА, главного инспектора ЮНА и начальника Военно-исторического института, а также генерального директора авиалиний Jat Airways с 1959 по 1960 годы.
Кавалер ряда орденов и медалей, в том числе и советского Ордена Суворова II степени.
Скончался в Белграде 13 декабря 1983 года.

## Научные труды
Терзич является автором множества научно-исторических трудов о событиях Второй мировой войны и военной теории. После отставки он устроился работать в Белградский военно-исторический институт, где издавал книги, журналы и научные статьи. Среди его книг выделяются:
- «Тактика командования» (серб. Умешност командовања), Белград, 1950 год
- «Апрельская война» (серб. Априлски рат), Титоград, 1983 год
- «Крах Королевства Югославии»  (серб. Слом Краљевине Југославије 1941), книги 1 и 2, Белград, 1986 год
- «Югославская армия в Апрельской войне» (серб. Југословенска Армија у Априлском рату), Белград, 1987 год